# Caspar Schoppe
Caspar Schoppe (Neumarkt in der Oberpfalz, 1576. május 27. – Padova, 1649. november 19.) német katolikus hitvitázó, az ellenreformáció korának filológusa és propagandistája, diplomata.

## Élete
A Rajnai Palotagrófságban született. A családja szoros kapcsolatban állt a református egyházzal: a nagypapa és a nagybácsik is a papság tagjai voltak; ezért nem meglepő, hogy Schoppe református irányzatú iskolákban tanult. 1591-ben beiratkozott a Heidelbergi Egyetem jogi karára, amely a református kultúra németországi fellegvára volt; 1594-ben pedig a kevésbé tekintélyes Altdorfi Egyetemre. Az Ingolstadti Egyetemen 1595 és 1596 között tanult, majd Altdorfban fejezte be jogi tanulmányait, és 1597-ben szerzett diplomát. Ezek a tanuló évek elsősorban a filológia iránti szenvedélyének feltárására szolgáltak: ebbe az időszakba két fontos mű tartozik.
Tanulmányai befejezése után otthagyta a jogot, hogy bizonytalan pályára lépjen. 1597-ben tette meg első rövid utazását Itáliába, Velencébe. 1598-ban szerencsét keresve érkezett a prágai császári udvarba. Itt érlelődött meg katolicizmusra való áttérése; ezt követően 1598 áprilisában, Cesare Speciano nuncius jelenlétében megkeresztelkedett. A hitváltás mellett a Prágában eltöltött időszak megnyitotta a kaput második fontos hivatásának: a politikának. Közvetlenül megkeresztelkedése után Schoppét arra bízták, hogy vegyen részt Johann Matthäus Wacker császári követségében a ferrarai és római pápai udvarban.
Közben elszánt polémiát folytatott a protestánsok ellen. 1607-ben jelent meg Mainzban a Scaliger Hypobolimaeus, amelyben korábbi barátját, Joseph Scaliger kálvinista tudós hiúságát gúnyolta.
Elnyerte VIII. Kelemen pápa tetszését, és kitűnt a protestánsok elleni írásainak virulenciájával.
1607 augusztusának végén V. Pál megbízásából elhagyta Rómát, hogy részt vegyen a regensburgi birodalmi gyűlésen, hivatalosan Ferdinánd osztrák főherceg tanácsadójaként, de valójában a pápa informális követeként. 
A regensburgi gyűlésen való részvételével az életében új szakasz kezdődött, és a következő években mélységesen elkötelezte el magát a katolikus szövetség létrehozása mellett, amely szembeszáll a protestánsokkal.
Körútra indult a dél-németországi katolikus udvarokban, Münchentől kezdve, azzal a céllal, hogy támogatást gyűjtsön a katolikus liga projekthez, amelyet végül 1609-ben megalapítottak. Még ebben az évben visszatért Rómába; majd 1613-ban a spanyol Fülöp udvarába utazott.
Ő írta az Ecclesiasticus auctoritati Jacobi regis oppositus-t (1611), az angol I. Jakab elleni támadást.
Pierre Bayle szerint 1614-ben néhány angol majdnem megölte Madridban. 
1619-ben két híres írása jelent meg, a Consilium Regium III. Fülöpnek (Frankfurt) és mindenekelőtt a Classicum belli sacri (Pavia), amellyel a német tudós politikai okot kínált a harmincéves háborúra. A Classicum belli sacri-ban (1619) a protestánsok elleni háborúra buzdította a katolikus fejedelmeket. Ezek a munkák aztán újabb vitákat váltottak ki és több válaszírásra is okot adtak.
1617-ben elhagyta Németországot és ismét Itáliába ment. Amikor 1621-ben meghalt V. Pál, akivel az utóbbi években feszültté vált a viszonya, visszatért Rómába. 1626-ban elhagyta Rómát és 1627-ben három évre Milánóban telepedett le. Írásaival részt vett a jezsuiták elleni támadásban. 
Soha nem rokonszenvezett e vallási renddel, de nem világos, hogy milyen okok miatt keveredett velük egy heves vitába.
A jezsuita-ellenes, mértéktelen hevületéből tucatnyi írás maradt meg, amelyeket különféle álnéven adtak ki, és ugyanilyen nagy számban érkeztek válaszok a másik oldalról is.
Utána néhány évet Svájcban töltött és 1633-ban visszatért a politikai színtérre. 1635-ig különböző olasz (Genova, Lucca, Firenze) és svájci (Zürich, Bázel) városokat járta, hogy egy törökellenes háború javára pénzt és politikai támogatást szerezzen.
A politika peremére kerülve, visszavonult Padovába. Itt számos kéziratos művét igyekezett kinyomtatni. Itt is halt meg 1649-ben.

## Művei
Fő műve talán: 
- Grammatica philosophica (Filozófiai nyelvtan) (Milánó, 1628)

További írások:
- De arte critica (A kritikai művészetről) (1597)
- De Antichristo (Az Antikrisztusról) (1605)
- Pro auctoritate ecclesiae in decidendis fidei controversiis libellus (Kérés az egyház tekintélyéért a hitviták eldöntésében)
- Scaliger hypobolymaeus (1607), virulens támadás Scaliger ellen

Jezsuita ellenes művek:
- Flagellum Jesuiticum (A jezsuita csapás) (1632)
- Mysteria patrum jesuitorum (A jezsuiták rejtélyei) (1633)
- Arcana societatis Jesu (Jézus társaságának titkai) (1635)

### Magyarul
- Hitünk hatalma és dicsősége; átdolg. Schoppe után Mesley Sándorné; Bethlen Ny., Bp., 1934